# Giacomo Todeschini
Pour les articles homonymes, voir Todeschini.
Giacomo Todeschini, né en 1950 à Milan, est un historien italien, spécialiste de l'économie.

## Biographie
Giacomo Todeschini, né à Milan en 1950, après des études à Bologne, devient professeur à l’Université de Trieste.

## Œuvre
Ses travaux portent sur les catégories de la pensée économique et en particulier sur leur matrice religieuse. La théologie et l'histoire franciscaines, la place des juifs dans la société médiévale et les contours de la notion d'usure (dont il montre qu'ils sont très fluctuants, contrairement aux apparences), figurent parmi les thématiques privilégiées de son œuvre.

## Œuvres
- Au pays des sans-nom : gens de mauvaise vie, personnes suspectes ou ordinaires du Moyen Âge à l'époque moderne [« Visibilmente crudeli : malviventi, persone sospette e gente qualunque dal Medioevo all'età moderna »]  (trad. de l'italien par Nathalie Gailius, préf. Patrick Boucheron), Lagrasse, Verdier, coll. « Histoire », 2015, 385 p. (ISBN 978-2-86432-785-1, présentation en ligne), [présentation en ligne].
- Richesse franciscaine : de la pauvreté volontaire à la société de marché, traduction de Ricchezza francescana : dalla povertà volontaria alla società di mercato par Nathalie Gailius et Roberto Nigro, Lagrasse, Verdier, 2008.
- Visibilmente crudeli : malviventi, persone sospette e gente qualunque dal Medioevo all'età moderna, Bologne, Il Mulino, 2007.
- Credito e usura fra teologia, diritto e amministrazione : linguaggi a confronto, sec. XII-XVI, éd. Diego Quaglioni, Giacomo Todeschini et Gian Maria Varanini, École française de Rome, 2005.
- I mercanti e il tempio : la società cristiana e il circolo virtuoso della ricchezza fra Medioevo ed età moderna, Bologne, Il Mulino, 2002.
- La ricchezza degli ebrei : merci e denaro nella riflessione ebraica e nella definizione cristiana dell'usura alla fine del Medioevo, Spolète, Centro italiano di studi sull'alto Medioevo, 1989.
- Les communautés juives en Occident, dans Antoine Germa (dir.), Benjamin Lellouch et Évelyne Patlagean, Les Juifs dans l'histoire : de la naissance du judaïsme au monde contemporain, Seyssel, Éditions Champ Vallon, 2011, 917 p. (ISBN 978-2-87673-555-2, présentation en ligne).